# Klukowicze (gmina)
Klukowicze – dawna gmina wiejska istniejąca w latach 1944–1954 w woj. białostockim (dzisiejsze woj. podlaskie). Siedzibą gminy były Klukowicze.
Gminę Klukowicze utworzono w 1944 roku, z przypadłych Polsce fragmentów powiatu brzeskiego z przedwojennego woj. poleskiego – zachodnie rubieże gmin Wysokie Litewskie (połowa, ok. 12.443 ha), Wołczyn i częściowo Wierzchowice – które przyłączono do powiatu bielskiego w woj. białostockim.
I tak 1 sierpnia 1944 na gminę złożyły się następujące 21 gromad: Bereżyszcze (154 ha), Borki (113 ha), Bobrówka (465 ha), Chlewiszcze (440 ha), Hola (400 ha), Jancewicze (1002 ha), Klukowicze (1014 ha), Litwinowicze (587 ha), Łumianka (103 ha), Piszczatka (517 ha), Połowce (223 ha), Siemichocze (751 ha), Stawiszcze (319 ha), Stołbce (526 ha), Tokary (1319 ha), Tymianka (620 ha), Wólka Nurzecka (501 ha), Wólka Pużycka (329 ha), Wilanowo (891 ha), Wyczółki (520 ha) i Zubacze (338 ha). Inny wykaz z Archiwum Państwowego w Białymstoku podaje jeszcze gromady Augustynka, Klukowicze-Kolonia i Tokary Kolonia, a więc razem 24. Podczas II wojny światowej jedynie Stawiszcze należało do Wierzchowice, natomiast pozostałe miejscowości do gminy Wysokie Litewskie, choć przed wojną do gminy Wierzchowice należały także Chlewiszcze, Hola, Piszczatka i Połowce, a Wólka Pużycka należała do gminy Wołczyn. Rozbieżność ta wynika ze zmian na szczeblu lokalnym dokonanych przez Niemców podczas wojny.
Po ostatecznym zatwierdzeniu przebiegu granicy w tym rejonie w kwietniu 1947 siedem gromad zniesiono: Borki, Hola, Piszczatka i Wólka Pużycka znalazły się zupełnie po stronie ZSRR, Chlewiszcze granica podzieliła na większą część białoruską i mniejszą część polską, Łumianka i Tokary-Kolonia znalazły się na samej linii granicznej i zostały wysiedlone, natomiast Borki zintegrowano z gromadą Berezyszcze.
1 lipca 1952 roku gmina weszła w skład nowo utworzonego powiatu siemiatyckiego. Równocześnie od gminy Klukowicze odłączono trzy północne gromady Bereżyszcze, Połowce i Stawiszcze, które weszły w skład nowo utworzonej gminy Czeremcha, oraz zachodnią gromadę Augustynka, która weszła w skład nowo utworzonej gminy Nurzec. W celu rekompensaty do gminy Klukowicze przyłączono gromadę Werpol z gminy Mielnik. W dniu 1 lipca 1952 roku gmina była zatem podzielona na 14 gromad: Bobrówka, Jancewicze, Klukowicze, Klukowicze-Kolonia, Litwinowicze, Siemichocze, Stołbce, Tokary, Tymianka, Werpol, Wilanowo, Wólka Nurzecka, Wyczółki i Zubacze.
Gminę zniesiono jesienią 1954 wraz z reformą wprowadzającą gromady w miejsce gmin. Jednostki nie przywrócono 1 stycznia 1973 roku po reaktywowaniu gmin.